# Vasja, dein Opa
Vasja, dein Opa ist ein biografisch geprägter Comic nach den Texten von Anna Rakhmanko; die Zeichnungen fertigte ihr Ehemann Mikkel Sommer an. Die Autorin erzählt darin von ihren Vorfahren, die im Jahr 1941 von sowjetischen Soldaten aus ihrer Heimat nach Sibirien deportiert wurden, um dort Zwangsarbeit zu verrichten. Die Comic-Reportage stützt sich auf die Schilderungen von Rakhmankos Großtante und wird aus deren Sichtweise erzählt. Die deutsche Ausgabe erschien 2021 bei Rotopol.

## Handlung
Vasja, dein Opa macht die Familiengeschichte von Rakhmanko zum Inhalt. Ihr Großvater Vasja und seine kleine Schwester Ljuba wurden 1941 als Kinder zusammen mit ihren Eltern nach der Eingliederung Bessarabiens in die Sowjetunion nach Sibirien verschleppt. Dort sollten sie, Arbeitssklaven gleich, genau wie unzählige weitere Verschleppte, das unwirtliche Land erschließen. Schon die Reise zum neuen Wohnort war gefährlich und voller Entbehrungen. Die Familie wurde nachts von Soldaten zu Hause in ihrem Dorf Aristovka aufgegriffen und mit Waffen bedroht. Ihnen wurde keine Zeit zum Packen gelassen, nur wenige persönliche Habseligkeiten konnten sie heimlich mitnehmen. Zusammen mit Nachbarn verfrachtete man sie zur Deportation in Güterwaggons. Die Menschen waren auf engstem Raum eingepfercht, es herrschte bittere Kälte und die Notdurft musste in Eimern verrichtet werden. Die Unterkünfte mussten sie sich nach ihrer Ankunft im Herbst kurz vor Wintereinbruch selbst bauen. Dort hausten sie wie Gefangene unter ständiger Bewachung. Nicht alle der sechs Familienmitglieder überlebten die Strapazen der Umsiedlung. Rakhmankos Urgroßvater Zachary, der eine Milzruptur erlitt, sowie ein Geschwisterkind von Vasja und Ljuba starben früh. Ein weiteres Kind hatten die Urgroßeltern noch vor der Reise zurücklassen müssen. Als Fremde und vermeintliche „Verräter des Mutterlandes“ waren sie über viele Jahre Anfeindungen der örtlichen Bevölkerung in der aufgezwungenen Heimat ausgesetzt. Vasja war insbesondere in Kriegszeiten oft abwesend, da er zu entfernten Arbeitseinsätzen gezwungen wurde. Ansonsten arbeitete er in der örtlichen Fischerei und sicherte damit sich und seiner Familie ein Einkommen, nachdem der Vater früh gestorben war. Die Erzählung endet 1955. Nach dem Tod von Josef Stalin konnte Vasja mit seiner in Sibirien gegründeten Familie in seine rumänische Heimat zurückkehren.

## Entstehung und Stil
Rakhmanko selbst erfuhr erst Jahre nach dem Tod ihres Großvaters vom Schicksal ihrer Familie. Für Vasja, dein Opa verlässt sich die Autorin auf die Erinnerungen ihrer Großtante Ljubow „Ljuba“ Sacharowna Kuklina und erzählt die Geschichte konsequent aus deren kindlichen bis jugendlichen Perspektive. Für das Gespräch besuchte sie ihre 84 Jahre alte Tante in Sibirien, zu dieser Zeit das letzte noch lebende Familienmitglied, das von der Zwangsumsiedlung direkt betroffen war. Diese war anfangs etwa vier Jahre alt, der Comic endet, als sie siebzehn ist. Vasja kehrte 1955 wieder in seine alte Heimat Bessarabien zurück (wo er allerdings nur etwa ein Jahr blieb, bevor er zurückkehrte), seine jüngste Schwester Ljuba blieb in Sibirien. Zusätzlich recherchierte Rakhmanko die historischen Hintergründe, wonach alleine zwischen 1941 und 1942 schätzungsweise 1,2 Millionen Menschen aus den Grenzregionen der Sowjetunion in sogenannte Gulags verschleppt wurden.
Sommer setzt seine realistischen Illustrationen mit einer expressiven und flüchtig wirkenden Linienführung um. Bei der Kolorierung dominieren Schwarz- und Grautöne, als einzige Zusatzfarbe verwendet er ein stumpfes und dezentes Violett. Einheitlich gehaltene Schraffuren, die größtenteils von links nach rechts verlaufen, verstärken die vermittelte Eintönigkeit des Lebens von Rakhmankos Vorfahren. Die düsteren Zeichnungen vermitteln eine bedrückende Atmosphäre. Dabei platziert Sommer die einzelnen Bilder unmittelbar nebeneinander und verzichtet auf die für Comics typischen Rahmen um die Panels; im Ergebnis erinnert Vasja, dein Opa an ein Bilderbuch. Abwechslung zeigt der Comic-Zeichner insbesondere bei der Wahl der räumlichen Perspektive und Bildausschnitte.
Im Anhang sind Fotos von Rakhmankos Familie abgedruckt.

## Veröffentlichungen
Die dänische Ausgabe erschien im März 2021 bei Cobolt als Din bedstefar Vasja. Bereits im April des gleichen Jahres brachte Rotopol die deutsche Ausgabe unter dem Titel Vasja, dein Opa heraus. Es gibt eine weitere Übersetzung ins Russische. Ein Teil der Einnahmen geht an die Wohltätigkeitsorganisation „The last address“, die mehr Bewusstsein für die Unterdrückung durch die Sowjetunion schaffen möchte.

## Kritiken
Comics wie Vasja, dein Opa seien ein „Augen- und Ohrenöffner für die Reflexe und Echos einer Zeit, die nur scheinbar vergangen ist“, befindet Andreas Platthaus in der Frankfurter Allgemeinen Zeitung. Rakhmanko gehe es dabei vor allem um die Aufmerksamkeit für Menschen und ihre Geschichten, „deren Vorfahren zum Spielball von Politikern wurden, die man im Nachhinein nur als Wahnsinnige bezeichnen kann“. Die im Anhang abgedruckten Familienfotos brächten „einem die Protagonisten des Comics noch einmal besonders nahe“. Es sei interessant, dass der Titel die Perspektive von Vasja suggeriere, da Ljuba die eigentliche Hauptfigur darstelle. Die von Sommer gewählte Zusatzfarbe, ein „tiefes Aubergine“, künde „vom Dunkel sowohl des sibirischen Winters als auch der Zukunftsaussichten der Familie“.
Thomas Linden fasst bei Deutschlandfunk Kultur den Comic als „eine der großen Bilderzählungen der vergangenen Jahre“ zusammen. Sommer sei ein „Meister der Illustration“, der eine rohe Visualisierung wähle, „die jedoch nichts dem Zufall überlässt“. In den kurzen Sätzen, die Rakhmanko von ihrer Großtante in „ihrer trockenen Unmittelbarkeit als Text verwendet, bricht sich eine Menschlichkeit Bahn, die alle Leiden und alles Unglück durchdringt“.
Mit Vasja, dein Opa dokumentiere Rakhmanko ein persönliches Stück ihrer schmerzhaften Familiengeschichte, hält Birte Förster im Tagesspiegel fest. Sommer finde dafür beeindruckende Bilder. Dass einen die grausamen Ereignisse nicht losließen, sei „nicht zuletzt der beeindruckenden Kraft [seiner] Zeichnungen zu verdanken“. Mit Hilfe „besondere[r] Bildausschnitte und Blickwinkel gelingt es ihm, die Ausweglosigkeit auf einer anderen Ebene greifbar zu machen“.

## Auszeichnungen
2021 erhielten Rakhmanko und Sommer einen ICOM Independent Comic Preis für Vasja, dein Opa in der Kategorie „Bester Independent Comic – Verlagsveröffentlichung“. Auf den ersten Blick erscheine das Buch wie eine bloße Biografie, betont Juror Dirk Seliger. Vasja fungiere aber „eher als Erzählanlass für weit Größeres, nämlich das Schicksal tausender Menschen aus […] jener Region“. Den „aufgesetzten pädagogischen Zeigefinger“ suche man vergebens, wegen der sachlichen Art „ist der Leser hübsch selbst zuständig“ für eine Wertung.
Im folgenden Jahr wurden die beiden mit einem GINCO Award als „Bester Printcomic“ ausgezeichnet. Jury-Mitglied Rilana Kubassa hält in der Laudatio fest, Rakhmanko gebe die Erzählung sehr lebendig wieder, „fast hat man das Gefühl, man hört die Stimme von ‚Oma Ljuba‘, wie sie aus der Kindesperspektive von ihrer Freude erzählt, als die Familie auf der Reise ein paar Eimer Moltebeeren sammeln kann“. Der authentische Zeitzeugenbericht ermögliche einen „wichtigen Einblick in einen Teil der Weltgeschichte, die […] vor allem von den Menschen geschrieben wird“.